# Werner Krawietz

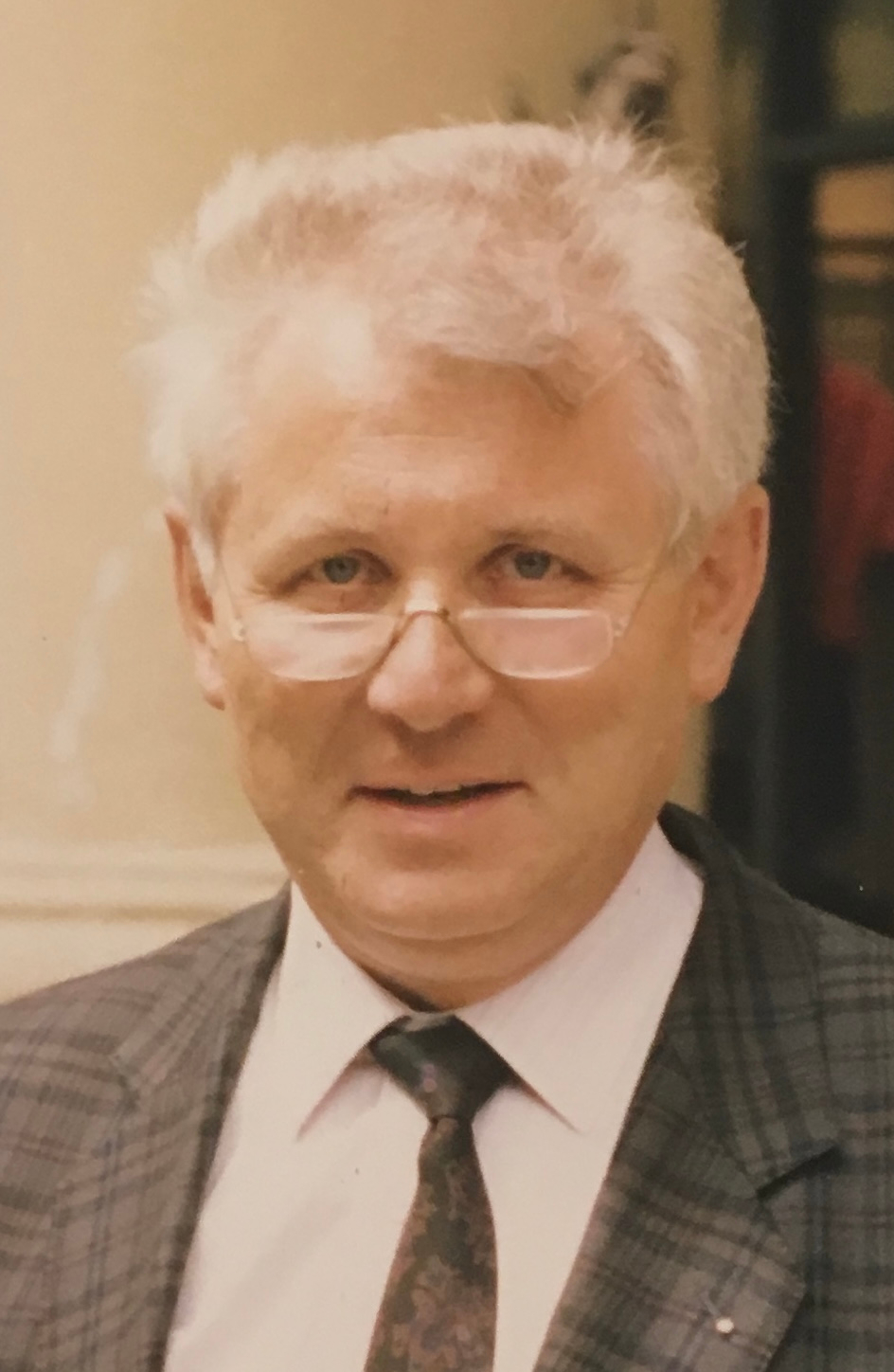
Werner Krawietz, 2019

Werner Krawietz (* 14. Dezember 1933 in Beuthen (Oberschlesien); † 27. August 2019) war ein deutscher Rechtsphilosoph und Hochschullehrer. Von 1980 bis 1982 war Krawietz Dekan der Rechtswissenschaftlichen Fakultät der Universität Münster.

## Leben

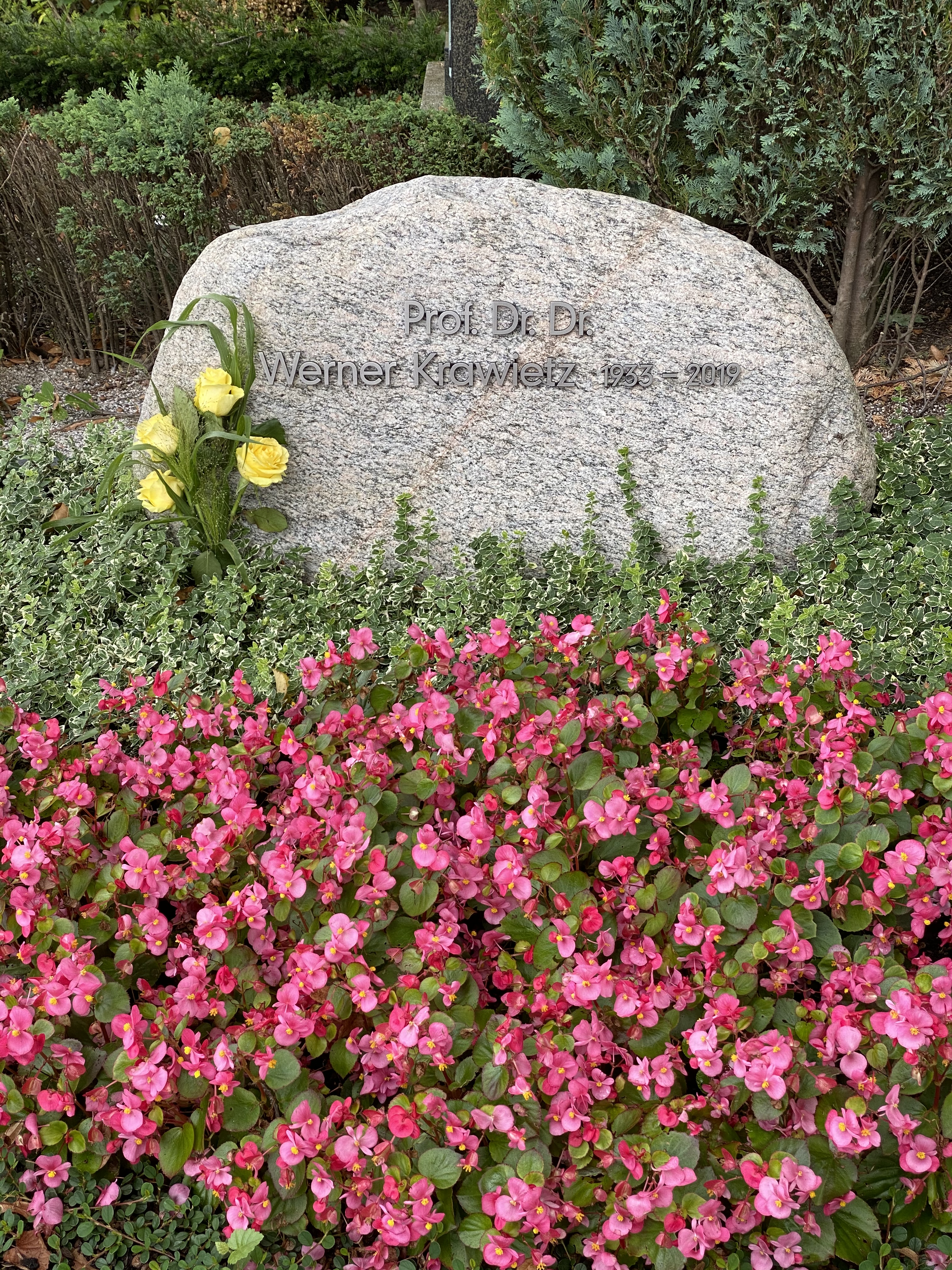
Das Grab von Werner Krawietz auf dem Zentralfriedhof in Münster

Nach dem Abitur in Quakenbrück studierte Krawietz von 1954 bis 1957 Rechtswissenschaften, Philosophie und Soziologie in Münster, Freiburg und Graz. 1960 promovierte er in Graz zum Doktor der Politikwissenschaften. Nach dem zweiten Staatsexamen im Jahre 1963 wurde er 1965 in Münster zum Doktor der Rechtswissenschaften promoviert. Von 1964 bis 1966 war er als persönlicher Referent des Rektors der Universität Münster tätig, anschließend arbeitete er bis 1974 als wissenschaftlicher Assistent am Institut für Öffentliches Recht und Politik. Die Rechtswissenschaftliche Fakultät der Universität Münster habilitierte ihn 1974 und verlieh ihm die Venia legendi für Öffentliches Recht, Rechtstheorie und Rechtssoziologie und ernannte ihn noch im gleichen Jahr zum Wissenschaftlichen Rat und Professor für Allgemeine Rechtstheorie und Rechtsphilosophie mit Öffentlichem Recht. 1979 wurde er zum ordentlichen Professor ernannt. In Folge übernahm Krawietz den Lehrstuhl für Rechtstheorie, Rechts- und Sozialphilosophie und damit die Nachfolge seines wissenschaftlichen Lehrers Helmut Schelsky. Von 1980 bis 1982 stand er der Rechtswissenschaftlichen Fakultät als Dekan vor. Krawietz war langjähriger Herausgeber der Zeitschrift Rechtstheorie, an deren Gründung im Jahr 1970 er neben Karl Engisch, H.L.A. Hart, Hans Kelsen, Ulrich Klug und Karl Popper beteiligt war.
Krawietz war Ehrendoktor u. a. der Universität Helsinki, der Eötvös-Loránd-Universität, der Università del Salento und der Universität Tartu sowie Mitglied der Finnischen Akademie der Wissenschaften und der Russischen Akademie der Wissenschaften. Er bekam als erster Jurist einen Ehrendoktor von der Russischen Akademie der Wissenschaften verliehen. Krawietz war Vorstandsmitglied der Internationalen Vereinigung für Rechts- und Sozialphilosophie.
Krawietz trat insbesondere mit Veröffentlichungen auf dem Gebiet der rechtswissenschaftlichen Grundlagenforschung, der Rechts- und Staatstheorie, der Analyse politischer Systeme und der vergleichenden Institutionen- und Systemtheorie hervor. Des Weiteren beschäftigte er sich mit dem neuen Konstitutionalismus im postsowjetischen Verfassungs- und Rechtsstaat sowie der Transformation von Rechtssystemen.

## Werke
- Das positive Recht und seine Funktion. Kategoriale und methodologische Überlegungen zu einer funktionalen Rechtstheorie. Dissertation. Duncker & Humblot, Berlin 1967.
- mit Norbert Achterberg, Dieter Wyduckel (Hrsg.): Recht und Staat im Sozialen Wandel, Festschrift für Hans Ulrich Scupin zum 80. Geburtstag. Duncker & Humblot, Berlin 1983, ISBN 3-428-05347-8.
- mit Ota Weinberger: Reine Rechtslehre im Spiegel ihrer Fortsetzer und Kritiker. Springer, Wien/New York 1988, ISBN 3-211-82016-7.
- mit Karl-Wilhelm Dahm, Dieter Wyduckel (Hrsg.): Politische Theorie des Johannes Althusius. Duncker & Humblot, Berlin 1988, ISBN 3-428-06273-6.
- mit Werner Hoppe, Martin Schulte (Hrsg.): Rechtsprechungslehre. Heymanns, Köln u. a. 1992, ISBN 3-452-22037-0.
- mit Giuseppe Duso, Dieter Wyduckel (Hrsg.): Konsens und Konsoziation in der politischen Theorie des frühen Föderalismus. Duncker & Humblot, Berlin 1997.
- Recht als Regelsystem. Franz Steiner Verlag, Stuttgart 1998,  ISBN 978-3-428-08298-8.
- mit Wilfried Bergmann (Hrsg.): Nach 20 Jahren Perestrojka – Wege zu einer neuen Weltordnung: Michael S. Gorbatschow und Richard von Weizsäcker im Gespräch auf dem Petersberg in Bonn. In: Gorbatschow-Sonderheft / im Benehmen mit dem Petersburger Dialog. Band 40, 2009, Heft 2, Duncker & Humblot, Berlin 2009, ISBN 978-3-428-13236-2 (= Rechtstheorie, Band 2, 2009).